# Kapelle hl. Maria in Schwarzenberg

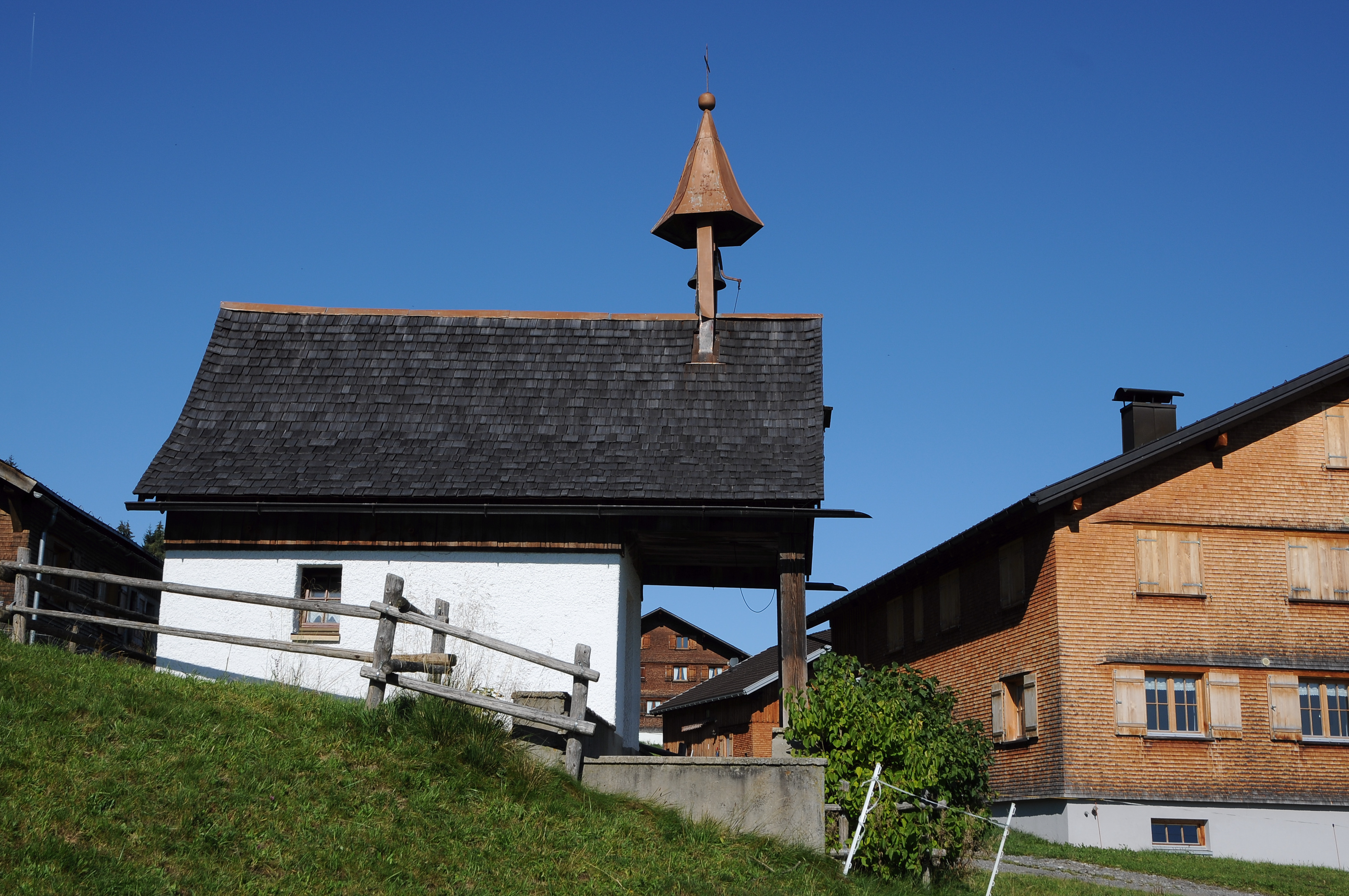
Kapelle von Südosten gesehen

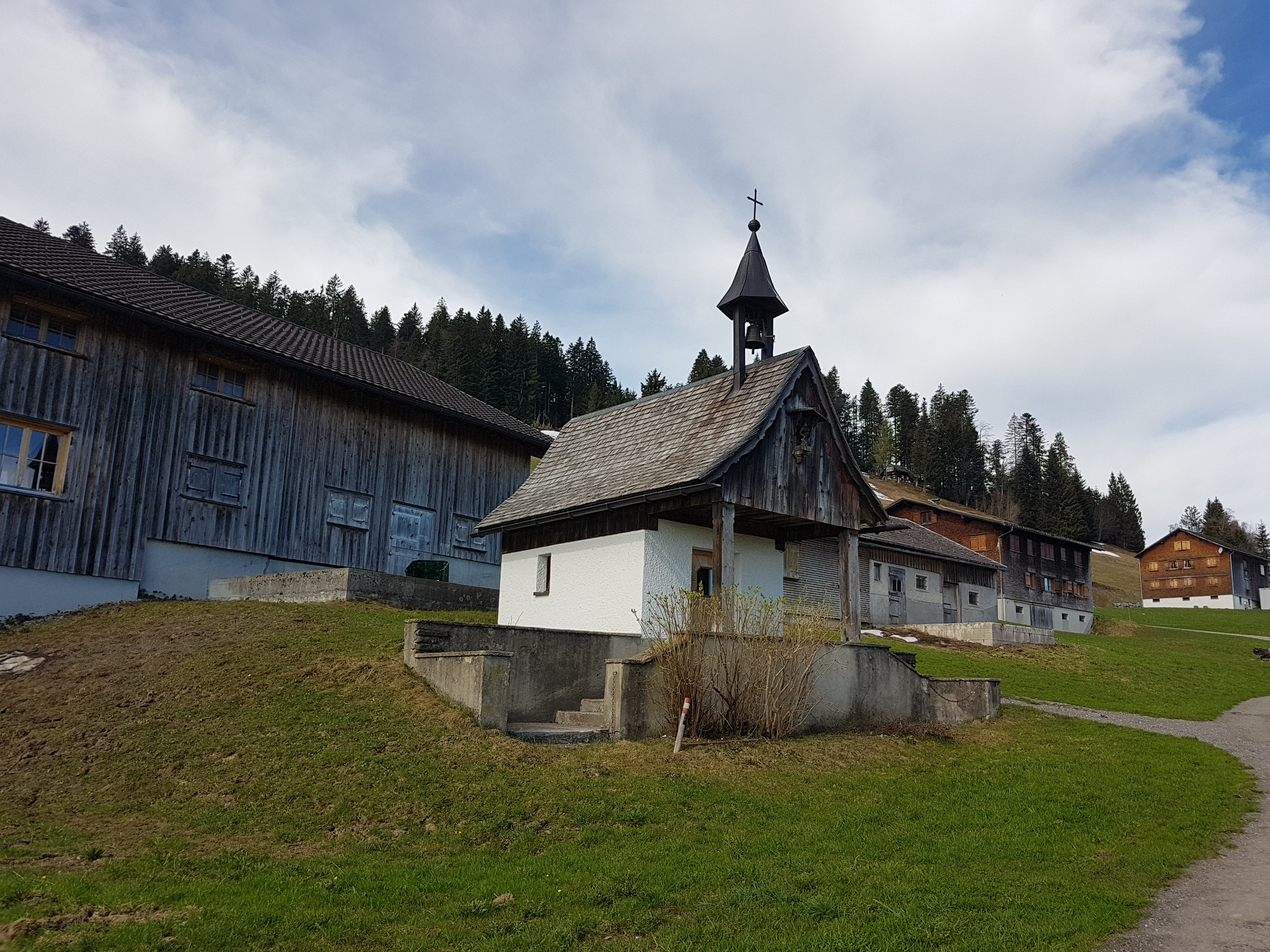
Kapelle von Osten gesehen

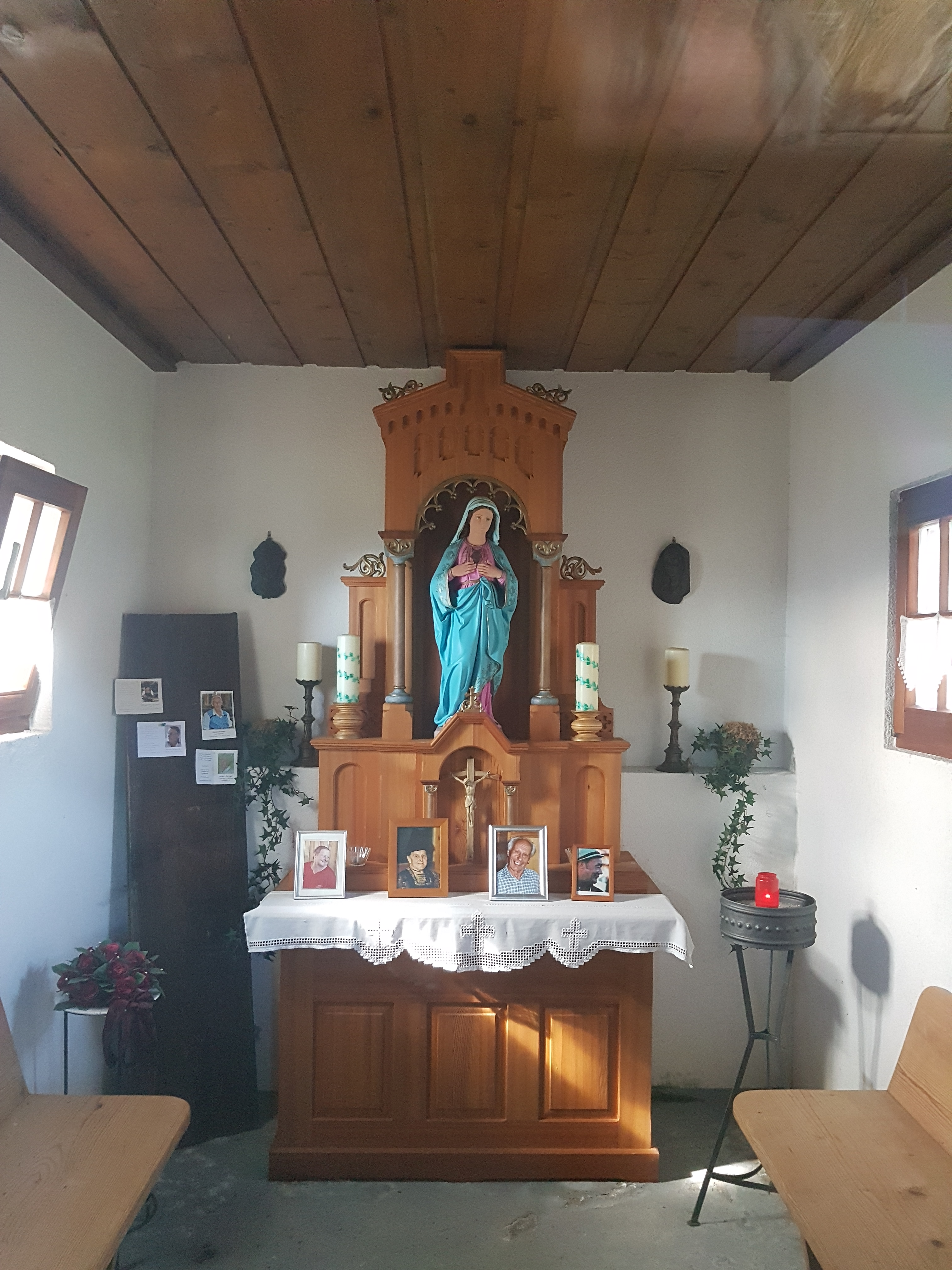
Innenraum der Kapelle

Die römisch-katholische Kapelle hl. Maria (auch: Kapelle zur Weißtanne oder Kapelle auf der Weißtanne) steht im Ortsteil Weißtanne in der Gemeinde Schwarzenberg im Bezirk Bregenz in Vorarlberg. Sie ist der Muttergottes geweiht und gehört zur Pfarrkirche Schwarzenberg und damit zum Dekanat Hinterwald in der Diözese Feldkirch. Das Bauwerk aus dem Jahr 1950 steht unter Denkmalschutz (Listeneintrag). Die Kapelle (ca. 1076 m ü. A.) ist vom Losenpass (Bödele) etwa 900 Meter Luftlinie entfernt, vom Ortszentrum von Schwarzenberg etwa 2,6 km und von Dornbirn etwa 5,5 km Luftlinie entfernt.

## Geschichte
Die erste Kapelle wurde um 1700 errichtet. Der Lackfabrikant Vogel von Bregenz hat gegen Überlassung eines Zufahrtsweges die Kapelle auf seine Kosten renovieren lassen. Am 8. Oktober 1949 konnte die neu renovierte Kapelle eingeweiht werden. Im Juli 2012 wurde der Glockendachreiter mit einem neuen Kupferdach eingeschlagen.

## Kapellenbau
Die Kapelle wurde 1950 an Stelle eines Vorgängerbaus errichtet und befindet sich an der alten Straße an den Losenpass (die heutige L48, Bödelestraße, führt etwa 30 Meter daneben vorbei). Es handelt sich um einen Bau mit annähernd rechteckiger Grundform und Nordost/Südwest-Ausrichtung mit vorgezogenem Dach über dem Haupteingang. Das Satteldach ist mit mehrlagig mit Holz-Schindeln eingedeckt. Der Glocken-Dachreiter mit Giebelspitzhelm ist mit Kupfer eingedeckt. Der Glocken-Dachreiter mit einer Glocke befindet sich nordöstlich,  der kleine Altar südwestlich.
Der Kapellenbau ist mit Vorbau etwa 6 Meter lang und etwa 3,5 Meter breit und 4,5 Meter hoch (ohne Glocken-Dachreiter). Die Wände sind weiß verputzt. Es finden etwa vier bis sechs Personen in der Kapelle seitlich einen Sitzplatz. Der Zugang auf der nordöstlichen Seite führt über eine einfache Holztüre mit achteckigem Sichtfenster. Links und rechts der Längswände befindet sich jeweils ein kleines Fenster zur natürlichen Belichtung des Innenraumes.
Im Innenraum ist eine flache Holztäfer-Decke angebracht. Die Glocke im Glockendachreiters kann vom überdachten Zugangsbereich von Hand betätigt werden. Oberhalb des vorgezogenen Vorbaus befindet sich eine geschnitzte Statue aus Holz, die den hl. Florian darstellt (mit Lanze, ein Haus löschend) darstellt.
Beim Losenpass (Bödele) selbst befindet sich noch eine von Otto Hämmerle gestiftete und 1905/1906 errichtete Kapelle zu Ehren der Muttergottes (Kapelle heilige Maria).

## Ausstattung
Der Innenraum der Kapelle wird durch einen raumhohen Holzaltar mit einigen Verzierungen und mit einer Statue der Muttergottes dominiert. Der Boden der Kapelle ist ein einfacher Betonestrich.